# Friedrich Brenner (théologien)
Pour les articles homonymes, voir Friedrich Brenner et Brenner.
Friedrich Brenner (né le 10 janvier 1784 à Bamberg, mort le 20 août 1848 dans la même ville) est un théologien catholique allemand.

## Biographie
Brenner suit en 1801 un diplôme de deux ans en philosophie à l'université locale, il est docteur le 22 septembre 1803. Bien que l'université soit convertie en Lyzeum en 1803, Brenner ne peut pas se permettre de déménager dans une autre université, alors il reste ici et étudie la théologie. L'année suivante, il entre au séminaire. Après avoir reçu son ordination sacerdotale le 12 avril 1807, il est nommé chapelain à l'église Saint-Gangolf de Bamberg (de) le 17 décembre 1807 puis à l'église Saint-Martin le 28 mars 1808. Au début de l'année, cependant, il commence d'autres études à l'université de Landshut (de) ; le 4 août 1808, il reçoit le diplôme de docteur en théologie. Lorsque le journal Theologische Zeitschrift est fondé l'année suivante, Brenner publie des articles dès le début. Il revient à Bamberg et rentre au séminaire épiscopal le 13 octobre 1818.
Deux ans plus tard, il est recteur du séminaire et également secrétaire au consistoire pour les affaires de mariage. Il refuse les offres des universités de Bonn et de Fribourg-en-Brisgau et devient professeur provisoire d'histoire du christianisme et de droit ecclésiastique au Lyzeum le 10 décembre 1820, et peu après pour la théologie dogmatique. En 1821, il cesse ses fonctions au consistoire et est nommé en octobre de la même année au chapitre de la cathédrale et au conseil spirituel. Peu après, il se retire du séminaire. Brenner devient le 5 novembre 1844 diacre de la cathédrale et, l'année suivante, il abandonne son poste de professeur au Lyzeum pour des raisons de santé.
Un texte publié par Friedrich Brenner en 1832 est accusé d'indifférentisme, il est mis à l’Index trois ans plus tard. Il est sévèrement touché. En 1847, il reçoit la Croix de Chevalier de l'Ordre du mérite civil de la Couronne de Bavière, associée à la noblesse personnelle, et s'appelle désormais Friedrich von Brenner. Il meurt l'année suivante.